# Лейк, Фред (бейсболист)
Фредерик Ловетт Лейк (англ. Frederick Lovett Lake; 16 октября 1866, Корнуоллис, Новая Шотландия — 24 ноября 1931, Бостон, Массачусетс) — американский бейсболист и тренер. Играл на позиции кэтчера. Выступал за ряд клубов Главной лиги бейсбола. Занимал пост главного тренера клубов «Бостон Ред Сокс» и «Бостон Давс», работал с командами младших лиг.

## Биография
Фред Ловетт родился 16 октября 1866 года в тауншипе Корнуоллис в Новой Шотландии. Он был четвёртым из семи детей в семье Уэсли Лейка и его супруги Джулии. В 1868 году они переехали в Бостон. До женитьбы Уэсли Лейк был моряком, затем работал плотником. Он скончался в середине 1870-х годов.
В Бостоне Лейк учился в школе, начал играть в бейсбол. В 1887 году он присоединился к команде из Сейлема, затем играл за другие клубы из Новой Англии. В 1890 году он вернулся в Канаду, где стал капитаном и играющим тренером команды из Монктона, выступавшей в Лиге провинции Нью-Брансуик. В начале 1891 года главный тренер клуба «Бостон Бинитерс» Фрэнк Сели пригласил Лейка, имевшего опыт игры на позициях кэтчера и первого базового, на роль одного из запасных. В Главной лиге бейсбола он дебютировал в мае 1891 года, а всего в чемпионате провёл пять матчей.
В последующие два года Лейк играл в младших лигах, в сезоне 1894 года сыграл шестнадцать матчей за клуб Национальной лиги «Луисвилл Колонелс». Следующее его появление в лиге состоялось в 1897 году, когда он провёл девятнадцать игр в составе «Бинитерс». В 1898 году Лейк сыграл пять матчей за «Питтсбург Пайрэтс».
В 1899 году Лейк в составе полупрофессиональной команды из Лоуэлла выиграл чемпионат Лиги Новой Англии. К 1900 году он женился на Лидии Гриффин, в браке у них родилось четыре дочери и сын. Последующие несколько лет его карьера проходила в младших лигах. В 1907 году он совмещал игру и работу скаута для «Бостон Ред Сокс», внеся свой вклад в карьеру будущих звёзд лиги Триса Спикера, Смоки Джо Вуда, Харри Хупера и Билла Кэрригана.
В 1908 году Лейк предпринял неудачную попытку возродить Атлантическую бейсбольную лигу в Массачусетсе. Он должен был занять посты секретаря и казначея организации, но ни одного матча в лиге так и не состоялось. В августе того же года он сменил Дикона Макгуайра на посту главного тренера «Бостон Ред Сокс». По руководством Лейка команда сыграла последние 39 матчей чемпионата, выиграв 22 из них. В 1909 году «Ред Сокс» выступили лучше, поднявшись с пятого на третье место в таблице. После окончания сезона Лейк обратился к владельцу клуба с просьбой о повышении зарплаты, но получил отказ и вскоре покинул свой пост.
В 1910 году Лейк занял место главного тренера команды «Бостон Давс», игравшей в Национальной лиги. Состав клуба был заметно слабее, чем в «Ред Сокс», и команда финишировала на последнем восьмом месте, хотя выиграла на восемь игр больше, чем годом ранее. Лейк сыграл за «Давс» в трёх матчах, а также стал известен как изобретатель приспособления, призванного защитить ногу первого базового от травм в столкновениях с бегущим игроком. В конце года его отправили в отставку, но контракт с клубом расторгнут не был. В результате ему не удалось получить должность главного тренера в «Сент-Луис Браунс». В 1911 году Лейк работал скаутом и в интервью одной из газет говорил о своём разочаровании низким уровнем игроков и тяжестью жизни в разъездах.
В дальнейшем он тренировал различные клубы младших лиг, руководил работой судей в Лиге Новой Англии, работал с бейсбольными командами Колби-колледжа, университета Тафтса и Гарвардского университета. С 1926 года Лейк занимал пост вице-президента команды из Нашуа.
В ноябре 1931 года Лейк был госпитализирован в одну из больниц Бостона из-за проблем с сердцем. Несколько дней спустя, 24 ноября, он скончался. Ему было 65 лет. Похоронен Фред Лейк на кладбище Ок-Гров в Медфорде.